# Høgfonna
Die Høgfonna ist ein 2579 m hoher Berg  im Borg-Massiv auf der Maudheimvidda im ostantarktischen Königin-Maud-Land. Mit flachem, schneebedecktem Gipfel und blanken Felshängen ragt er 5 km südöstlich des Høgskavlen auf.
Norwegische Kartografen kartierten den Berg anhand geodätischer Vermessungen und Luftaufnahmen der Norwegisch-Britisch-Schwedischen Antarktisexpedition (1949–1952). Der norwegische Name bedeutet so viel wie „hohes Schneefeld“.